# Autochloris quadrimacula
Autochloris quadrimacula är en fjärilsart som beskrevs av Paul Dognin 1923. Autochloris quadrimacula ingår i släktet Autochloris och familjen björnspinnare. Inga underarter finns listade i Catalogue of Life.